# Мело, Дарио
Дарио Эстебан Мело Пульгар (исп. Darío Esteban Melo Pulgar; родился 24 марта 1993 в Сантьяго) – чилийский футболист, вратарь клуба «Депортес Консепсьон». Выступал за молодёжную сборную Чили.

## Клубная карьера
Дарио Мело начал свою карьеру в юношеских командах «Палестино», где он завоевал чемпионство среди игроков до 19 лет. Его дебют в чемпионате Чили состоялся 20 мая 2012 в матче против «Ла Серены».

## Международная карьера
Дарио Мело был основным вратарем молодёжной сборной Чили при тренере Фернандо Карвальо до 30 июля 2012 года, когда во время тура по Европе он был отправлен домой. За 50 дней до начала молодёжного чемпионата Южной Америки новый главный тренер Марио Салас вернул Дарио в сборную. Он был включен в заявку команды на турнир, где он стал основным вратарем команды, отыграв три матча.